# До, Тристан
Тристан Сомчай До (тайск. ทริสตอ สมชาย โด; род. 31 января 1993, Париж) — таиландский и французский футболист, правый защитник клуба «Муангтонг Юнайтед» и сборной Таиланда.

## Биография
Отец До наполовину вьетнамец, наполовину таец, а его мать — француженка. Его родной язык — французский, после переезда в Паккрет он начал изучать тайский язык, также владеет английским и испанским. Дед по отцовской линии — вьетнамец, который в детстве переехал в Таиланд, таким образом теоретически До мог играть за Вьетнам. У него есть кузены, которые живут в Сингапуре.
С детства До болел за «Пари Сен-Жермен». В ходе французского этапа карьеры его пробовали на разных позициях: центральный защитник, правый вингер, центрфорвард. На профессиональном уровне он выступал в основном в амплуа правого вингера. 12 июня 2011 года Тристан До подписал свой первый профессиональный контракт с «Лорьяном» сроком на три года. В возрасте 18 лет форвард забил пять голов в 14 матчах за дубль «Страсбура» и считался перспективным. В 2012 году молодой нападающий был отдан в аренду на сезон без возможности выкупа в «Эпиналь» из Лиги 2. Однако в сентябре До получил травму малоберцовой кости и выбыл на два месяца. Не закрепившись в «Лорьяне», летом 2013 года игрок подписал контракт с «Аяччо».
В 2014 году До присоединился к таиландскому «БЭК Теро Сасана». Проведя год с «Теро», До присоединился к «Муангтонг Юнайтед» в 2016 году.
До имел право играть за Францию, Таиланд или Вьетнам. Федерация футбола Вьетнама связывалась с До и предлагала играть за сборную, но До решил играть за Таиланд, родину его отца. В 2015 году До провёл несколько товарищеских матчей за молодёжную сборную Таиланда. В 2015 году он участвовал с командой в играх Юго-Восточной Азии. Он был впервые вызван в сборную Таиланда на товарищеский матч против Афганистана и отборочный матч чемпионата мира 2018 года против Ирака. В сентябре 2015 года До дебютировал за Таиланд против Афганистана. Впоследствии он сыграл против Ирака в отборочном матче чемпионата мира.
До утверждает, что не имеет кумира, тем не менее симпатизирует таким игрокам, как Кафу, Дани Алвес и Эктор Бельерин.